# Lilium ponticum
Lilium ponticum ist eine Art aus der Gattung der Lilien (Lilium) in der Candidum-Sektion innerhalb der Familie der Liliengewächse (Liliaceae).

## Beschreibung

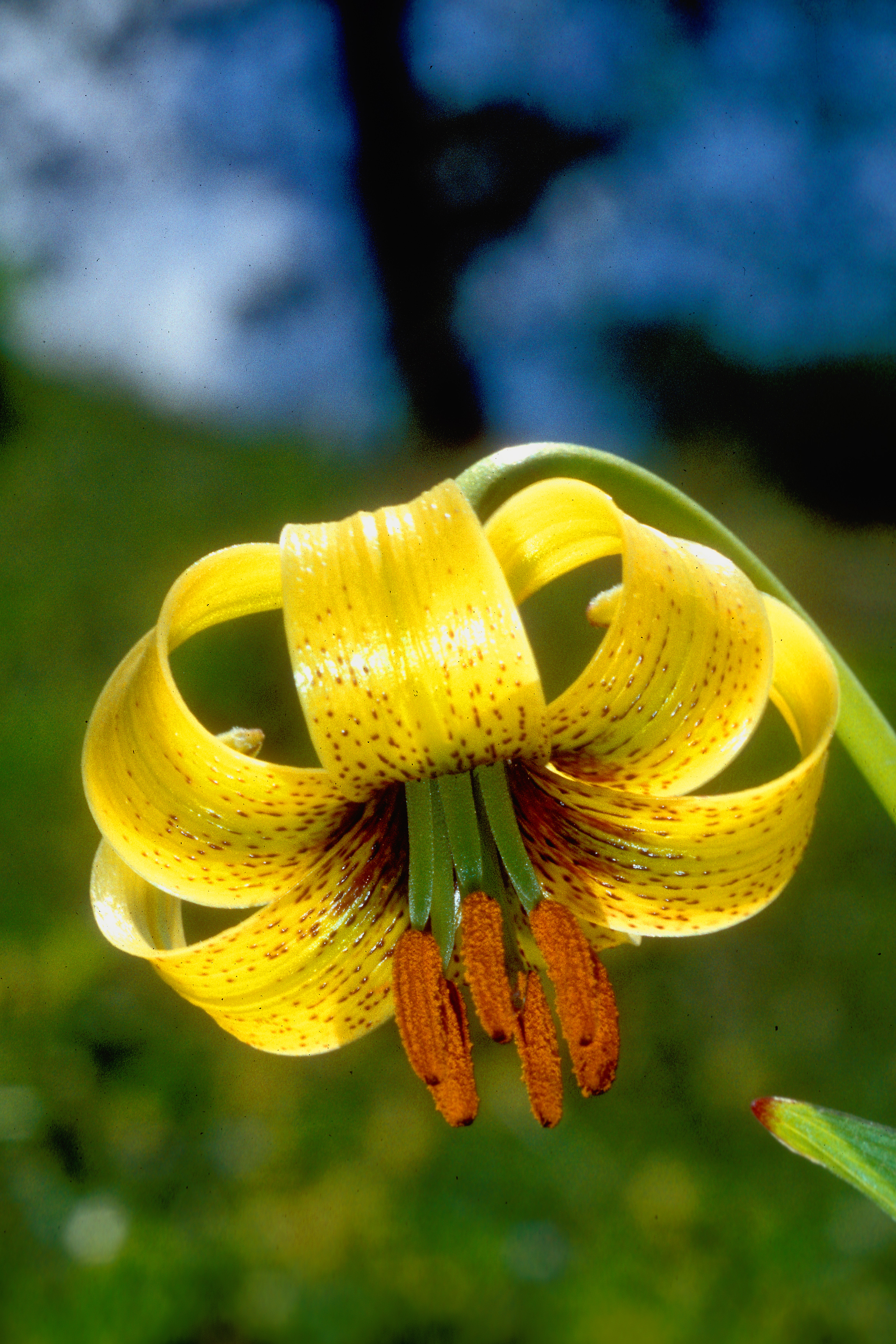
Blüte von Lilium ponticum

Lilium ponticum ist eine ausdauernde, krautige Pflanze, die Wuchshöhen von 30 bis 75 Zentimeter erreicht. Die Zwiebel hat einen Durchmesser von 3 bis 5, selten bis 7 Zentimeter, ist konisch und setzt sich verglichen mit Lilium ciliatum und Lilium szovitsianum aus relativ wenigen Schuppen zusammen. Der aufrechte Stängel ist oberhalb der Zwiebel bewurzelt, das Wurzelwerk ist noch vor der Welke der Blüte vollentwickelt. Spiralförmig entlang des Stängels sind die spitz-elliptischen bis schmal-lanzettlichen Laubblätter angeordnet, sie erreichen eine Länge zwischen 33 und 82 Millimeter und sind 8 bis 20 Millimeter breit. Am Rand sowie entlang der Nervatur der Blattunterseite sind die Blätter mit kurzen Borsten besetzt.
Der Blütenstand besteht aus einer bis fünf Blüten, die türkenbundförmig, aber flach-rundlich sind, einen Durchmesser von 31 bis 45 Millimeter haben und – ähnlich der Pyrenäen-Lilie – stark stechend riechen. Die stark zurückgebogenen Blütenhüllblätter sind linear-elliptisch, annähernd spitz, 34 bis 45 Millimeter lang und 5 bis 9 Millimeter breit, von fester Textur und glänzend. Sie sind unbehaart und am äußersten Ende papillös und von buttergelber bis dunkelorangener Grundfarbe. Die feine Punktierung nimmt zum Zentrum hin mehr und mehr zu, der Schlund ist einfarbig rotbraun bis schokoladenbraun. Der Ansatz der Blütenhüllblätter ist von außen purpurn, das untere Drittel des inneren Blütenblattkreises ist frei von nach innen weisenden, zungenförmigen Auswüchsen.
Die Staubfäden sind papillös (diagnostisches Merkmal!), unverwachsen und 20 bis 26 Millimeter lang, die Staubbeutel 5 bis 7 Millimeter lang, der Pollen orange bis orangerot. Der Griffel ist 11 bis 16 Millimeter lang. Die Samen keimen sofortig-hypogäisch.

## Verbreitung und Habitat
Lilium ponticum findet sich ausschließlich in den türkischen Provinzen Rize und Trabzon sowie in Georgien im Zentralkaukasus, die Varietät Lilium ponticum var. artvinense (Miscz.) P.H.Davis & D.M.Hend. ist endemisch in der türkischen Provinz Artvin.
Die Nominatform findet sich oberhalb der Baumgrenze zwischen 1800 und 2400 m, Lilium ponticum var. artvinense hingegen zwischen 1500 und 1800 Metern unterhalb der Baumgrenze.
Die Art findet sich auf Bergwiesen, buschigen Hängen, in Birkendickichten und an den Ufern von Fließgewässern. Die Standorte sind häufig beschattet, die Böden feuchte, lockere und felsige Lavagesteinsböden, oft sehr humos.

## Systematik
Lilium ponticum wurde 1849 von Karl Heinrich Koch in Linnaea; Ein Journal für die Botanik in ihrem ganzen Umfange Band 22, Teil 2, Seite 234 erstbeschrieben. Der wissenschaftliche Name bezieht sich auf Pontos, den antiken Namen der Landschaft an der gebirgigen Südküste des Schwarzen Meeres (heute Türkei), wo die Art heimisch ist. Der Holotyp ist vermutlich zerstört, es existiert jedoch eine kurze Beschreibung des Exemplars durch William Thomas Stearn.
Als Teil der systematisch schwer auflösbaren Carniolicum-Gruppe war ihre systematische Position insbesondere in der zweiten Hälfte des 20. Jahrhunderts immer wieder umstritten. 1934 wurde sie synonymisiert mit Lilium szovitsianum und Lilium monadelphum, 1969 stellten Peter Hadland Davis und Douglas Mackay Henderson die 1911 erstbeschriebene Lilium artvinense als Varietät zu ihr, beschrieben die Art 1983 dann jedoch als Unterart von Lilium carniolicum. Victoria Matthews hingegen stellte 1984 Lilium ponticum als Unterart zu Lilium pyrenaicum, stufte aber ebenfalls Lilium artvinense als Varietät ein. Dieser Auffassung folgt auch die „Flora of Turkey“.
Diese Zusammenfassungen der verschiedenen Taxa des Carniolicum-Komplexes unter eine Art werden jedoch heute zunehmend nicht mehr akzeptiert; insbesondere molekulargenetische Untersuchungen belegen die Eigenständigkeit der Arten der Gruppe weitgehend. Neuere Untersuchungen konnten bestätigen, dass Lilium ponticum nicht zum Carniolicum-Komplex, sondern zu den sogenannten „Kaukasus-Lilien“ um Lilium monadelphum zu zählen ist. Da der Monadelphum-Komplex mit molekulargenetischen Mitteln noch nicht hinreichend aufgelöst werden konnte, ist der genaue Rang der Varietät noch nicht gesichert:
- Lilium ponticum var. artvinense (Miscz.) P.H.Davis & D.M.Hend.: Blütenhüllblätter orange, 5 bis 6,5 Millimeter breit, schlanker und weniger dicht belaubt als die Nominatform.

## Nachweise
Die Informationen dieses Artikels entstammen zum größten Teil den folgenden Quellen:
- Peter Hadland Davis (Hrsg.): Flora of Turkey and the East Aegean Islands, Vol. 8, S. 281–282, Edinburgh University Press, ISBN 0852244940
- Mark Wood: Lily Species - Notes and Images. CD-ROM, Fassung vom 13. Juli 2006